# 修梅镇
修梅镇，是中华人民共和国湖南省常德市临澧县下辖的一个乡镇级行政单位。

## 行政区划
修梅镇下辖以下地区：
南江社区、七重堰社区、车堰村、范家村、顺水村、新坪村、凉水井村、福兴村、卞家塝村、黄土桥村、周家村、白堰村、鸡山村、观音洞村、闸家村、赵家村、千人村、沃沙村、罗仙村、白土村、美丰村、叶庙村、真武村和合丰村。